# Свердляки
Свердляки (Lymexylidae) — родина всеїдних жуків інфраряду кукуїформні (Cucujiformia).

## Опис

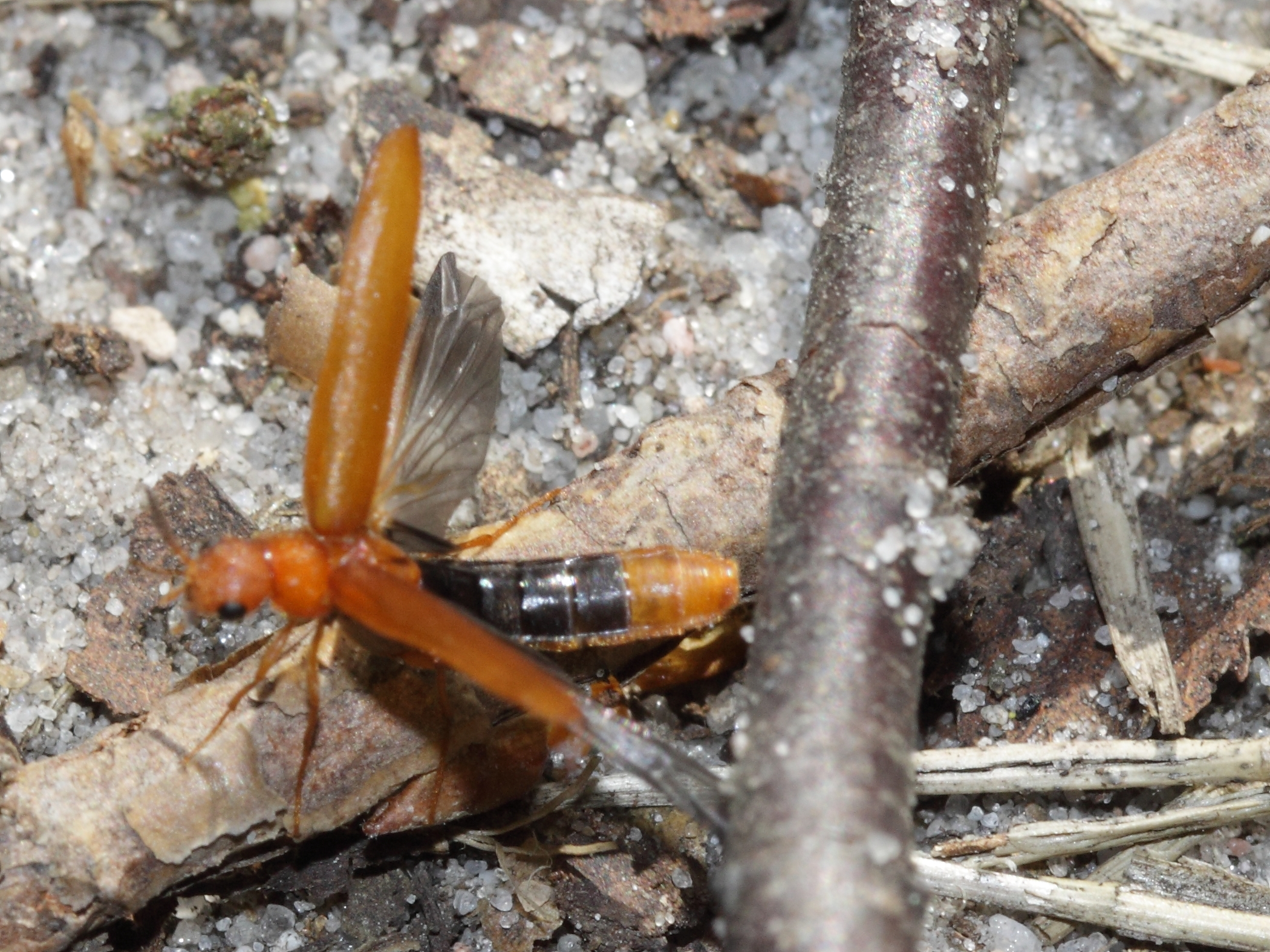
Hylecoetus dermestoides

Жуки завдовжки 5-40 мм. Мають довгасті, циліндричні тіла з укороченими надкрилами. Покрови м'які. Характерний статевий диморфізм. Лапки з довгими проміжними сегментами. Щиток з поздовжнім кілем. Личинки риють отвори у живій та гниючій деревині (каштан, тополя, дуб), де вони живляться грибами, що ростуть у їхніх тунелях. Личинки живляться грибами виду Endomyces hylecoeti і роду Ascoides.

## Класифікація
Перелік родів
- Arractocetus Kurosawa, 1985
- Atractocerus Palisot de Beauvois, 1801
- Australymexylon Wheeler, 1986
- Elateroides Schaeffer, 1766
- Fusicornis Philippi, 1866
- Lymexylon Fabricius, 1775
- Melittomma Murray, 1867
- Melittommopsis Lane, 1955
- Protomelittomma Wheeler, 1986
- Urtea Paulus, 2004